# 원터치 워크인
원터치 워크인(영어: One touch walk in)은 자동차의 2열, 3열 시트를 버튼을 통해 접고 펼 수 있는 기능이다. 

## 상세
원터치 워크인은 차종에 따라 위치가 다르지만, 일반적으로 2열 좌석 옆이나 아래, 그리고 3열 좌석의 어깨 부분에 위치한다. 버튼 형식으로 쉽게 조작이 가능하며, 일반적으로 시트 모양의 이미지로 표기되어 있다. 

## 같이 보기
- 첨단 운전자 보조 시스템
- 카시트